# Langschwanzpinguine
Die Langschwanzpinguine (Pygoscelis; aus dem griech. πυγη „Gesäß“ und σκέλος „Bein“) sind eine Vogelgattung innerhalb der Familie der Pinguine (Spheniscidae). Sie sind ohne Ausnahme schwarz-weiß gefiedert und mausern am Ende der jeweiligen Brutsaison. Alle Arten sind sehr sozial, der Zügelpinguin bildet auf Zavodovski Island mit schätzungsweise 600.000 Brutpaaren die größte Pinguinkolonie.

## Arten
Innerhalb der Langschwanzpinguine unterscheidet man drei Arten, den Eselspinguin (P. papua), den Adeliepinguin (P. adeliae) und den Zügelpinguin (P. antarctica), der auch Kehlstreifpinguin genannt wird.

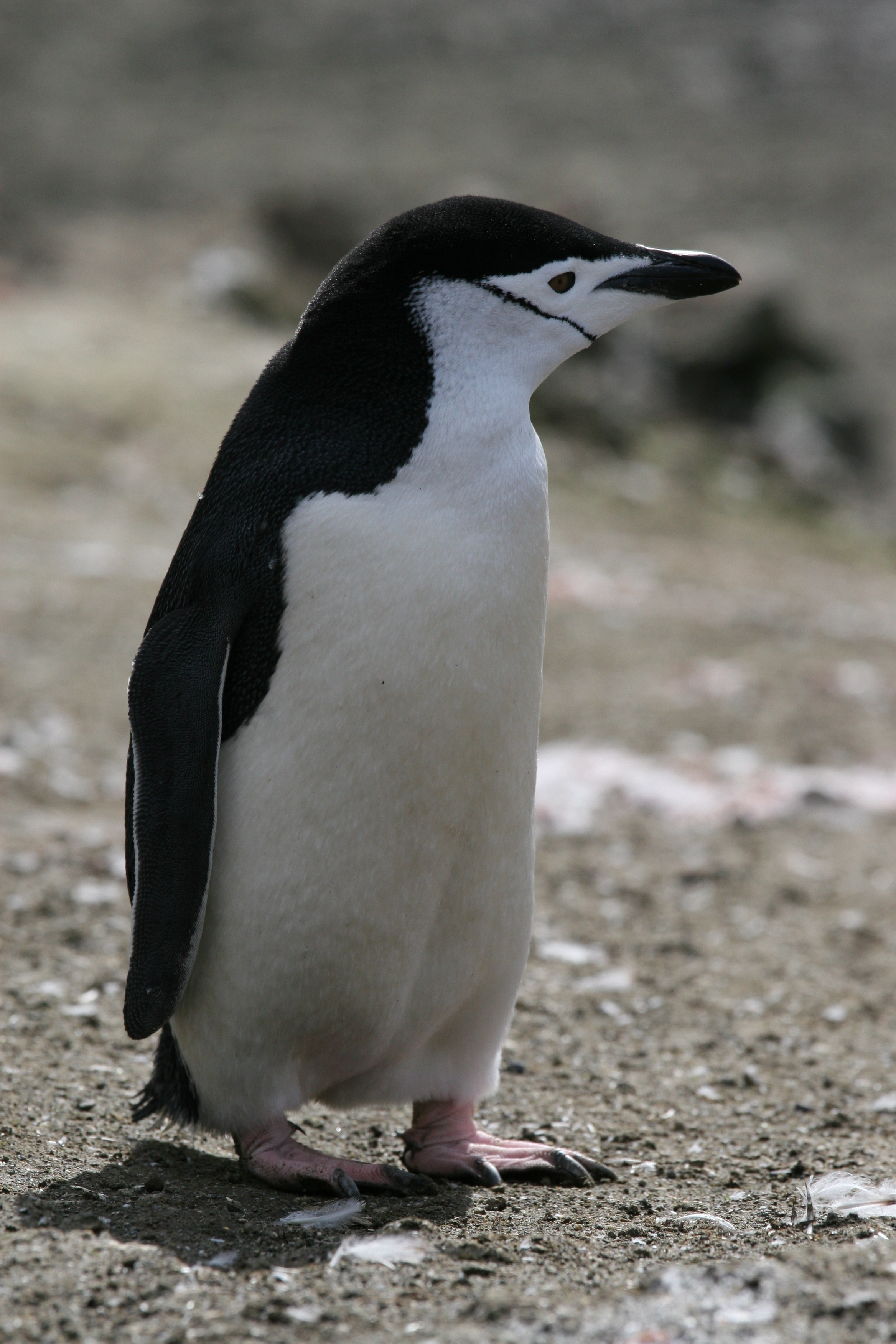
Zügelpinguin
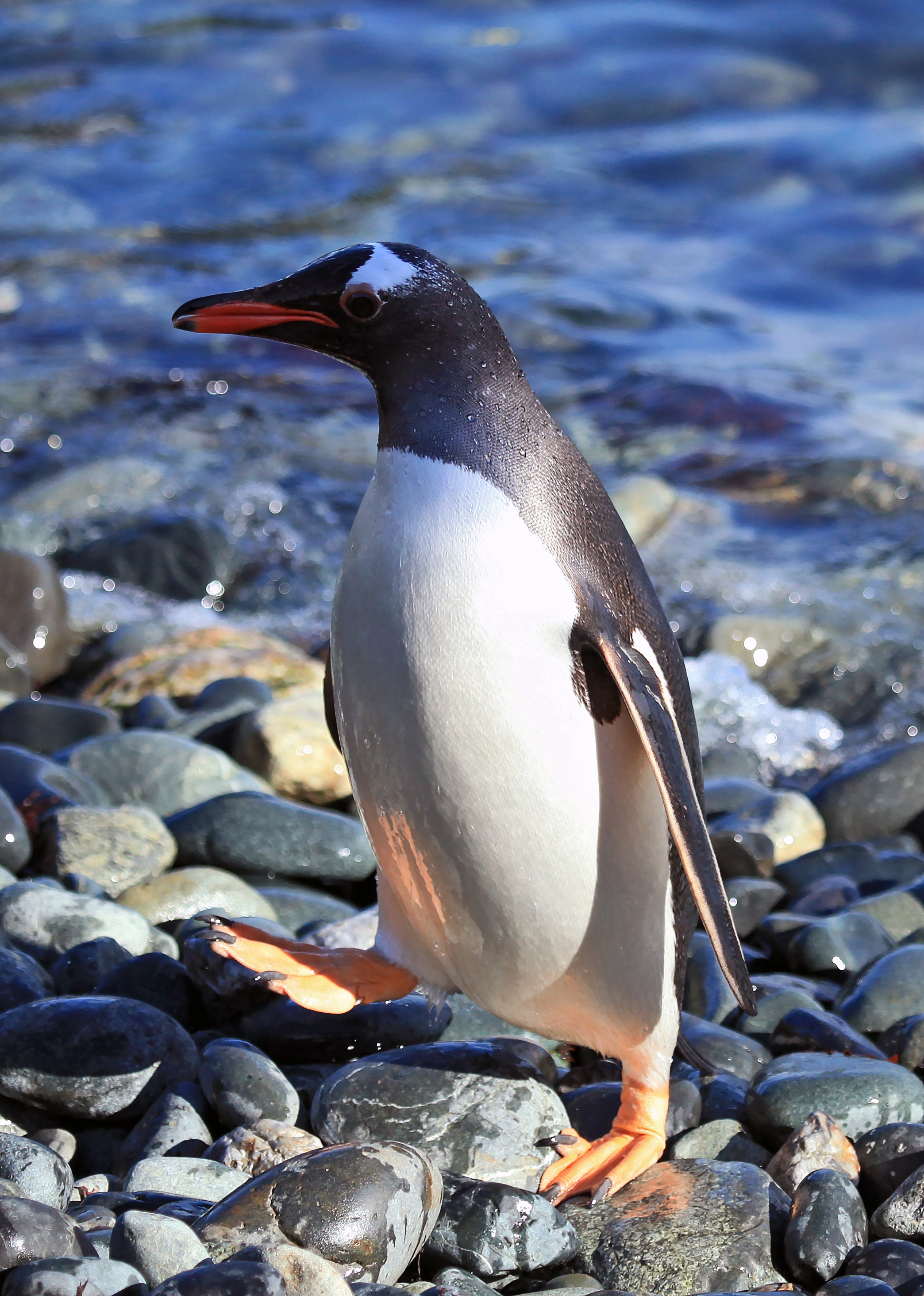
Eselspinguin
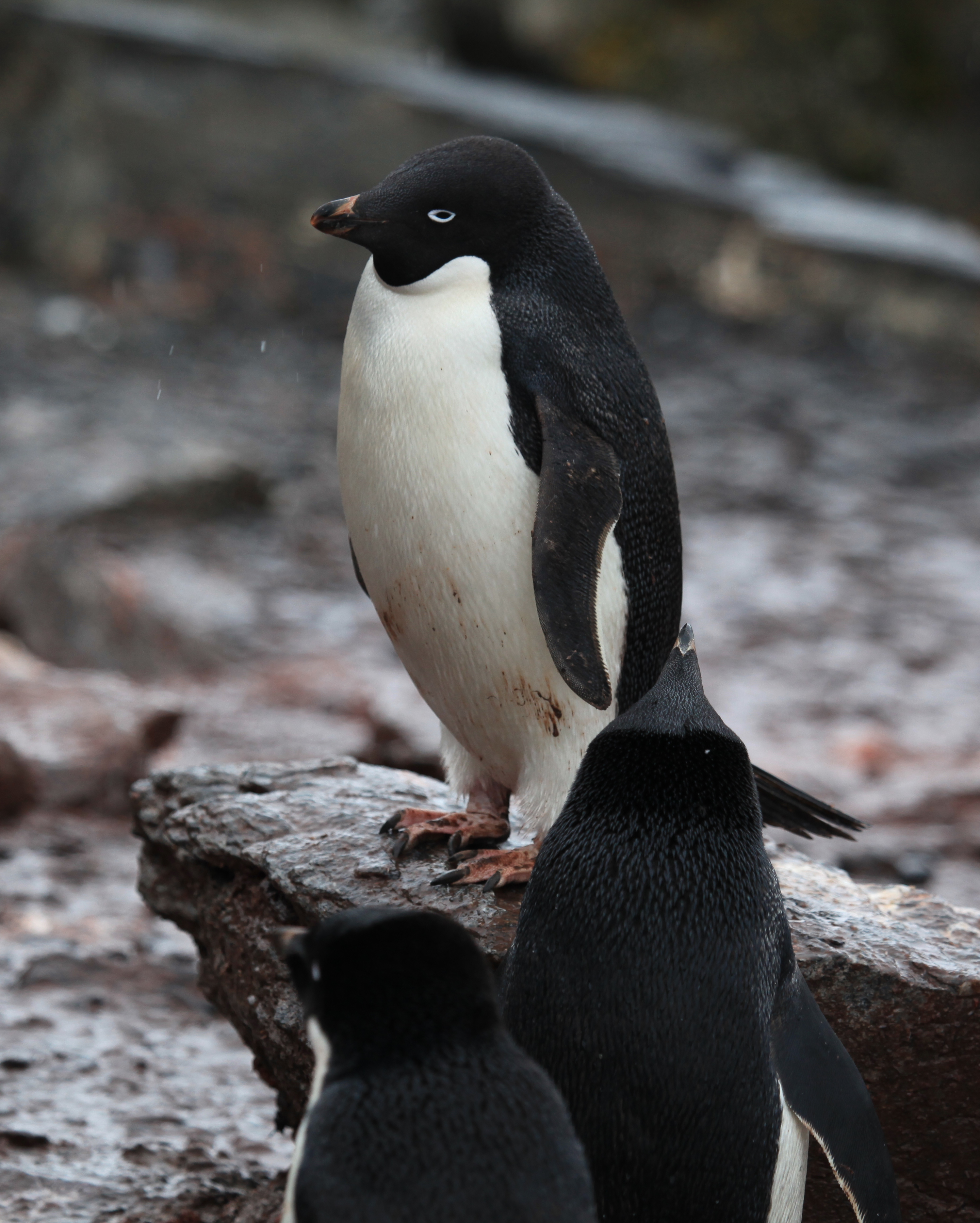
Adeliepinguin